# Lovagny
Lovagny ist eine französische Gemeinde im Département Haute-Savoie in der Region Auvergne-Rhône-Alpes.

## Geographie
Lovagny liegt auf 523 m, etwa acht Kilometer westlich der Stadt Annecy (Luftlinie). Das Dorf erstreckt sich an aussichtsreicher Lage am Südabhang der Montagne d’Age, rund 150 Meter über der Talniederung des Fier, im Alpenvorland am Rand des Beckens von Annecy, im Genevois.
Die Fläche des 5,55 km² großen Gemeindegebiets umfasst einen Abschnitt des Genevois. Der südliche Teil des Gebietes wird vom Tal des Fier eingenommen, der hier teils in einem flachen Talboden, teils in einer tief eingeschnittenen Felsschlucht (Gorges du Fier) von Osten nach Westen fließt. Meist verläuft die Grenze entlang dem südlichen Talhang. Vom Tal des Fier erstreckt sich das Gemeindeareal nordwärts über den Hang von Lovagny bis auf den Höhenrücken der Montagne d’Age, wobei der Ruisseau de l’Écluse die westliche Abgrenzung bildet. Auf dem Crêt de la Cheminée wird mit 669 m die höchste Erhebung von Lovagny erreicht.
Zu Lovagny gehören der Weiler Pont-Vert (380 m) auf dem Talboden des Fier und einige Einzelhöfe. Nachbargemeinden von Lovagny sind Nonglard im Norden, Poisy im Osten, Chavanod und Étercy im Süden sowie Vaulx im Westen.

## Geschichte
Das Gemeindegebiet von Lovagny war bereits im Neolithikum sowie während der Römerzeit besiedelt, wobei der Ort damals Lupariacum genannt wurde. Im 11. Jahrhundert wird die Ortschaft unter dem Namen Lovaniaci erstmals urkundlich erwähnt. Während des Mittelalters bestand hier ein Priorat, das von den Mönchen der Abtei Talloires gegründet worden war.

## Sehenswürdigkeiten

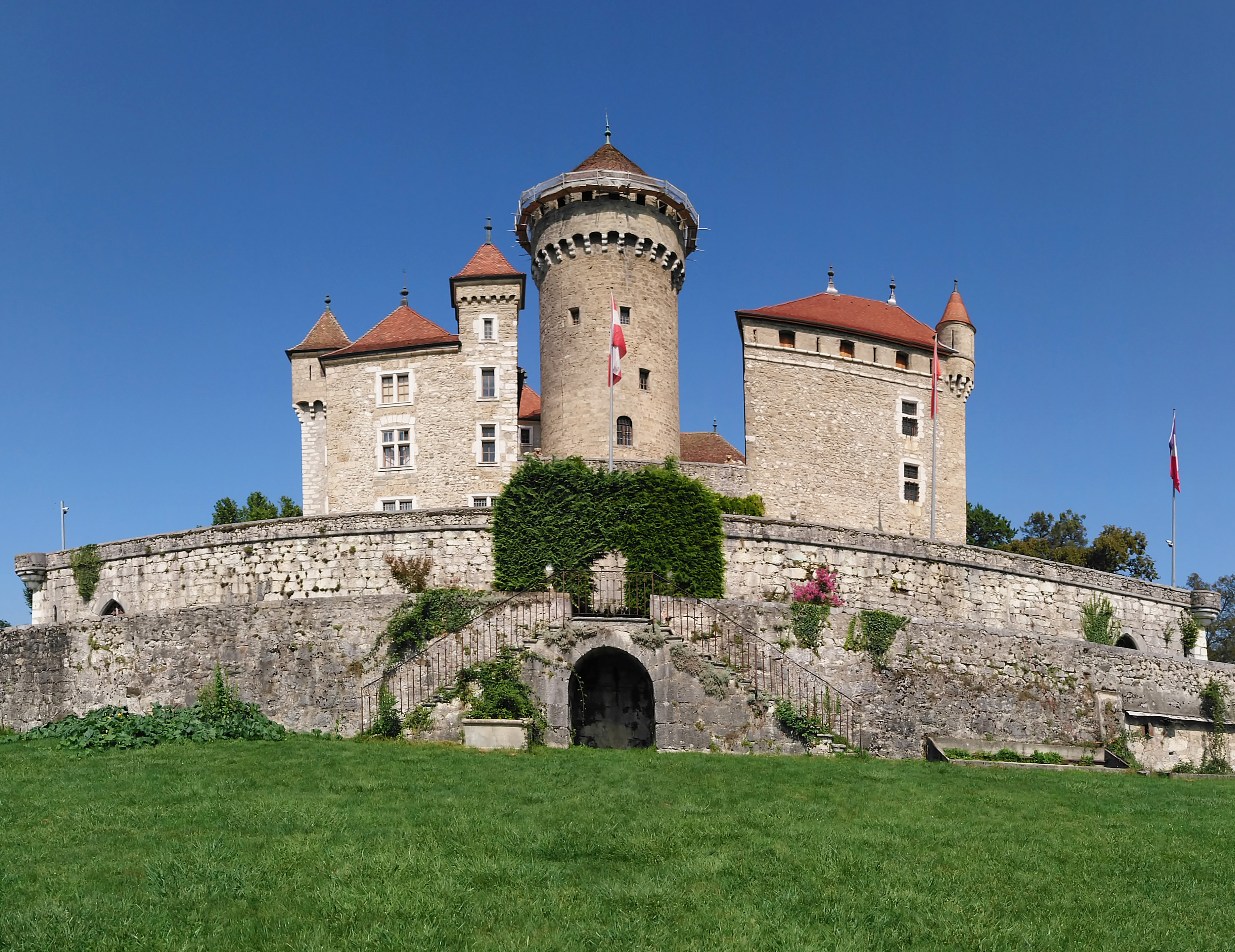
Burg Montrottier

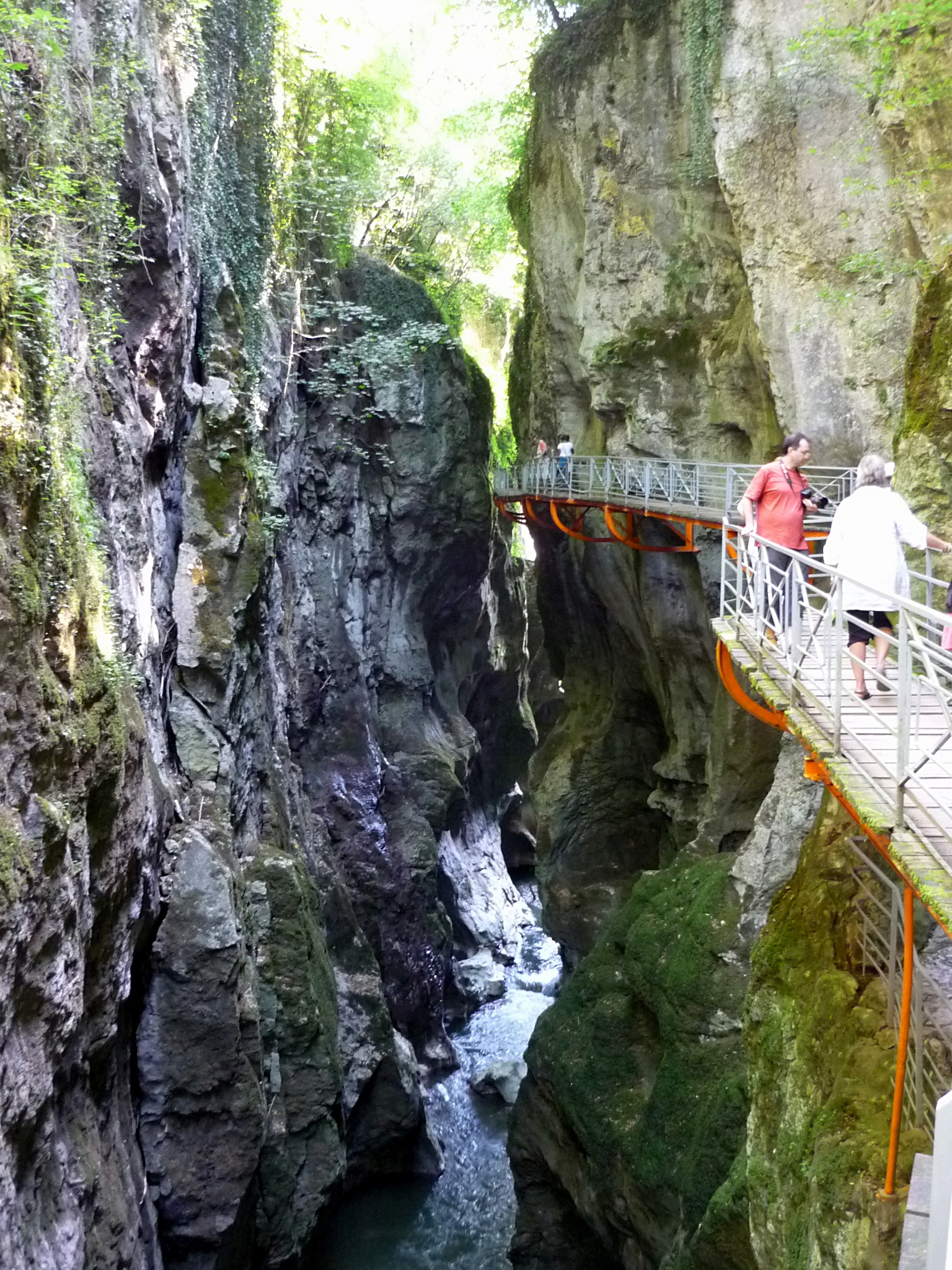
Gorges du Fier

Die Dorfkirche von Lovagny wurde im 19. Jahrhundert neu erbaut, wobei Teile des Chors vom romanischen Vorgängerbau mit einbezogen wurden.
Auf einer Anhöhe unterhalb des Dorfes steht die Burg Montrottier. Die charakteristische savoyische Wehrburg wurde im 13. Jahrhundert erbaut und im 15. sowie im 19. Jahrhundert umgestaltet. Sie besitzt einen 36 Meter hohen Bergfried, in dem eine Sammlung mit Bronzereliefs aus dem 16. Jahrhundert, Waffen, Rüstungen, Porzellan, Keramik und Möbel gezeigt wird.
Unterhalb der Burg liegt die Klamm der Gorges du Fier.

## Bevölkerung
| Jahr                       | 1962 | 1968 | 1975 | 1982 | 1990 | 1999 | 2004 |
| Einwohner                  | 271  | 332  | 409  | 526  | 602  | 718  | 955  |
| Quellen: Cassini und INSEE |      |      |      |      |      |      |      |

Mit 1297 Einwohnern (Stand 1. Januar 2022) gehört Lovagny zu den kleinen Gemeinden des Département Haute-Savoie. Im Verlauf des 20. Jahrhunderts nahm die Einwohnerzahl zunächst aufgrund starker Abwanderung kontinuierlich ab (1901 wurden in Lovagny noch 450 Einwohner gezählt). Seit Beginn der 1960er Jahre wurde jedoch dank der schönen Wohnlage und der Nähe zu Annecy wieder eine markante Bevölkerungszunahme verzeichnet.

## Wirtschaft und Infrastruktur
Lovagny war bis weit ins 20. Jahrhundert hinein ein vorwiegend durch die Landwirtschaft geprägtes Dorf. Daneben gibt es heute einige Betriebe des lokalen Kleingewerbes. Viele Erwerbstätige sind Wegpendler, die im Raum Annecy ihrer Arbeit nachgehen.
Die Ortschaft liegt abseits der größeren Durchgangsstraßen an einer Departementsstraße, die von Annecy durch das Tal des Fier nach Seyssel führt. Eine weitere Straßenverbindung besteht mit Chavanod. Der nächste Anschluss an die Autobahn A41 befindet sich in einer Entfernung von rund neun Kilometern. Lovagny besaß einen Bahnhof an der Bahnstrecke Aix-les-Bains–Annemasse.